# 455 Bruchsalia
455 Bruchsalia је астероид главног астероидног појаса са пречником од приближно 84,41 km.
Афел астероида је на удаљености од 3,436 астрономских јединица (АЈ) од Сунца, а перихел на 1,873 АЈ.
Ексцентрицитет орбите износи 0,294, инклинација (нагиб) орбите у односу на раван еклиптике 12,019 степени, а орбитални период износи 1580,193 дана (4,326 године).
Апсолутна магнитуда астероида је 8,86 а геометријски албедо 0,070.
Астероид је откривен 22. маја 1900. године.